# Батыр Капай
Батыр Капай (каз. Батыр Қапай, до 2007 г. — Васильковка) — село в Жарминском районе Абайской области Казахстана. Входит в состав Калбатауского сельского округа. Код КАТО — 634430400.

## Население
В 1999 году население села составляло 405 человек (188 мужчин и 217 женщин). По данным переписи 2009 года, в селе проживало 455 человек (234 мужчины и 221 женщина).